# Eastern Standard Time

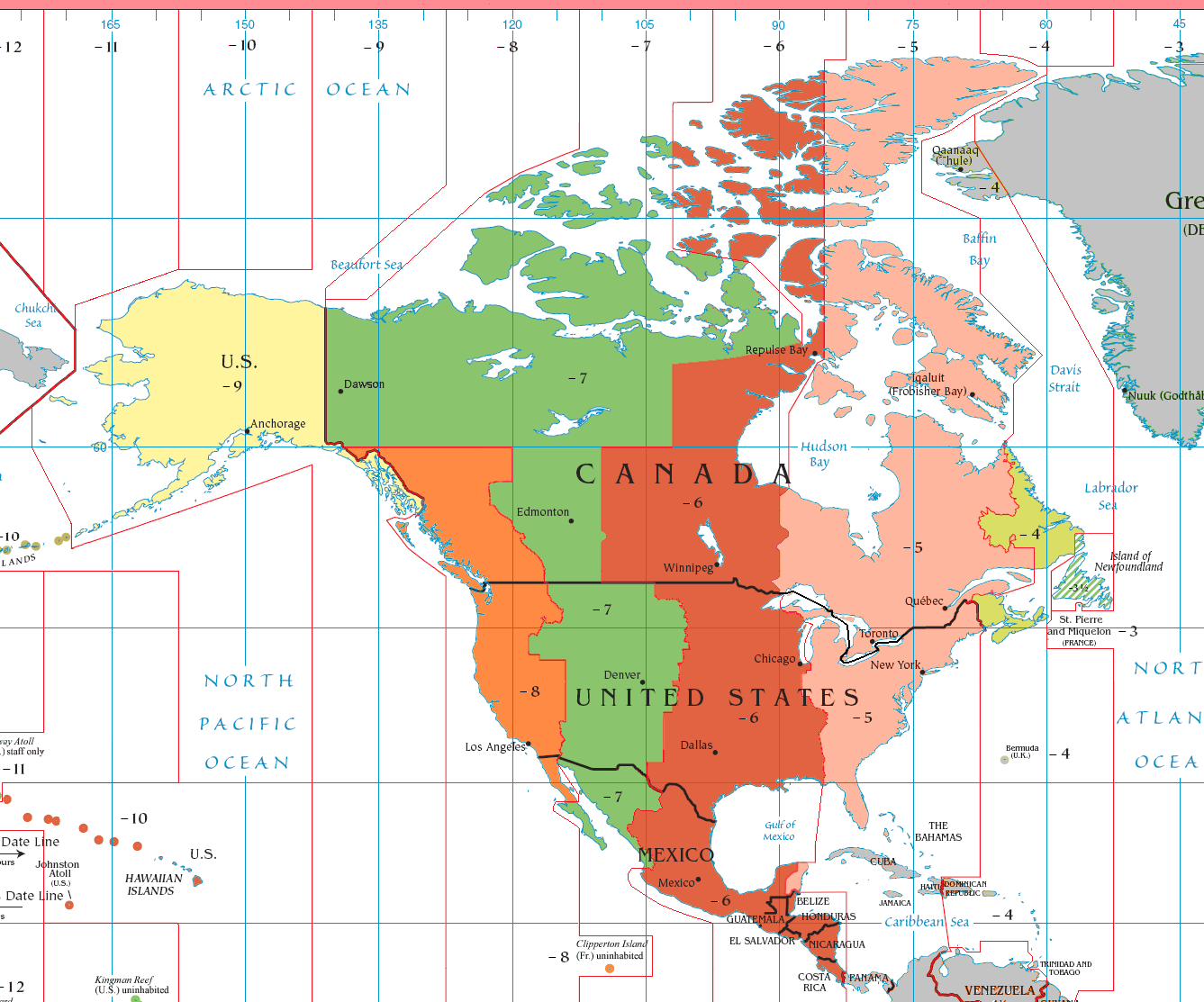
Nordamerikansk östlig tidszon
UTC−5 (till höger)

Eastern Standard Time Zone (EST) är den tidszon som används på östkusten i USA och Kanada. Dess normaltid definieras som fem timmar efter UTC (koordinerad universell tid) och GMT (Greenwich Mean Time). På sommaren används sommartid i dessa länder (med små undantagna områden), vilket innebär fyra timmar efter UTC på sommaren. Sommartiden kallas i USA för EDT eller EDST (förkortning för Eastern Daylight Time eller Eastern Daylight Saving Time). Det är 6 timmars tidsskillnad mot Centraleuropeisk tid, som bland annat används i Sverige. Datumet för omställning av sommartid är inte samma som i Europa, vilket gör att tidsskillnaden dit är 1 timme mindre någon vecka på vår och höst.
Summering:
- Normaltid (vinter): UTC –5
- Sommartid: UTC –4

Områden i USA med denna tidszon är Connecticut, Delaware, District of Columbia, Florida (större delen), Georgia, Indiana (större delen), Kentucky (östra delen), Maine, Maryland, Massachusetts, Michigan (större delen), New Hampshire, New Jersey, New York, North Carolina, Ohio, Pennsylvania, Rhode Island, South Carolina, en mindre, östlig del av Tennessee, Vermont, Virginia och West Virginia. 
I Kanada ligger provinserna Ontario (större delen) och Québec (större delen) i den. Dessutom använder Bahamas och Kuba samma tid inklusive sommartid.
Colombia, Ecuador, Jamaica, Panama, Peru samt Quintana Roo i Mexiko har också UTC minus fem timmar men ingen sommartid.
Tidszonen som används i New South Wales och Victoria i Australien (UTC+10 som standardtid) kallas också Eastern Standard Time i landet, kallas dock vanligen Australian Eastern Standard Time i andra länder.